# Валентин Ілієв
Валентин Ілієв (болг. Валентин Илиев; нар. 11 серпня 1980, Кнежа) — болгарський футболіст, захисник клубу «КС Університатя».

## Клубна кар'єра
Народився 11 серпня 1980 року в місті Кнежа. Вихованець футбольної школи клубу «Ботєв» (Враца). Дорослу футбольну кар'єру розпочав 1998 року в основній команді того ж клубу, в якій провів три сезони, взявши участь у 39 матчах чемпіонату.

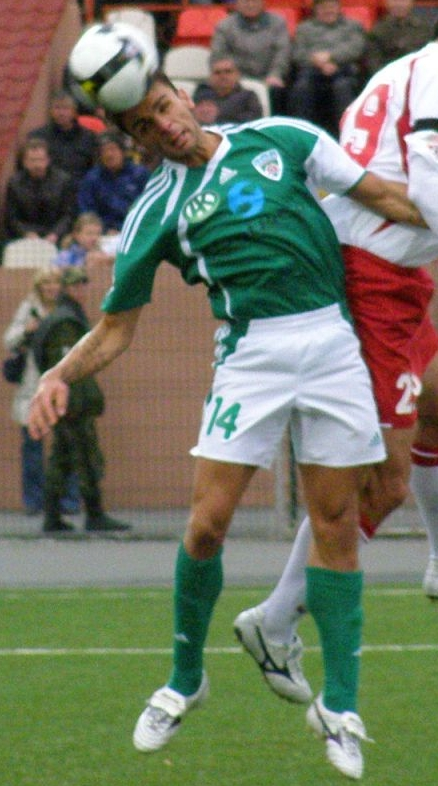
Валентин Ілієв під час виступів за «Терек». 20 вересня 2009 року.

Протягом 2001–2004 років захищав кольори команди клубу «Металург» (Запоріжжя).
Своєю грою за останню команду привернув увагу представників тренерського штабу клубу ЦСКА (Софія), до складу якого приєднався 2004 року. Відіграв за клуб наступні чотири сезони своєї ігрової кар'єри.
Згодом з 2008 по 2012 рік грав у складі команд клубів «Терек», «Університатя» (Крайова) та «Стяуа».
До складу клубу «Волинь» приєднався влітку 2012 року на умовах дворічного контракту. Проте в кінці першого сезону покинув луцької команду.
Влітку 2013 року перейшов на правах вільного агента в софійське ЦСКА. У команді взяв 14 номер і був назначений капітаном команди. У складі «армійців» провів два сезони, після чого влоітку 2015 року клуб втратив професійний статус і Ілієв на правах вільного агента підписав контракт з румунським клубом «КС Університатя» з міста Крайова.

## Виступи за збірну
У 2005 році дебютував в офіційних матчах у складі національної збірної Болгарії. За сім років провів у формі головної команди країни 24 матчі.

## Досягнення
- Чемпіон Болгарії (1):

ЦСКА: 2004/05
- Віце-чемпіон Болгарії (2):

ЦСКА: 2005/06, 2006/07
- Володар Кубка Болгарії (1):

ЦСКА: 2005/06
- Володар Суперкубка Болгарії (1):

ЦСКА: 2006
- Володар Кубка Румунії (1):

«Стяуа»: 2010/11

## Особисте життя
Батько Ілієва, Ілія Вилов, був воротарем ЦСКА і збірної Болгарії.
Дружина Йоана, сини Александр і Теодор.